# Мартоньи, Янош
Янош Мартоньи (венг. Martonyi János; 5 апреля 1944, Коложвар, ныне (Клуж-Напока)), Королевство Венгрия) — венгерский политик, министр иностранных дел в двух правительствах Виктора Орбана в 1998—2002 и 2010—2014 годах.

## Биография
Окончил юридический факультет Университета Сегеда, стажировался в Лондоне и Гааге. Преподавал в Будапештском университете (позднее также работал в Центрально-Европейском университете и Университете Сегеда). Также работал в торговом представительстве ВНР в Бельгии, в 1985—1989 годах был начальником отдела в министерстве торговли, в 1989—1990 годах был правительственным уполномоченным по вопросам приватизации. В 1998 году стал министром иностранных дел в правительстве Виктора Орбана, вёл переговоры о вступлении Венгрии в Евросоюз. После поражения партии Фидес на выборах 2002 года ушёл в отставку. После неудачной попытки введения в действие Конституции ЕС в 2005 году Мартоньи участвовал в работе группы Амато, которая готовила проект Лиссабонского договора. После победы своей партии на парламентских выборах в апреле 2010 года стал новым министром иностранных дел во втором правительстве Виктора Орбана.